# Paropsia madagascariensis
Paropsia madagascariensis je biljka iz porodice Passifloraceae, roda Paropsia.Prihvaćeno je ime.
Na nekim ju se mjestima navodi kao sinonim za Paropsia bicornis čiji su sinonimi  
Decaloba jacquinii M.Roem., Hounea madagascariensis Baill., Paropsia fragrans Aug. DC., Paropsia madagascariensis (Mast.) H. Perrier, Passiflora pulchella Kunth, Passiflora pulchella var. bifidata Mast. i Passiflora rotundifolia var. jacquinii DC.Mill.
Sinonimi su Hounea madagascariensis Baill., Paropsia fragrans  A. DC.  i Passiflora pulchella var. bifidata  Mast..
Raste na sjeveroistočnom priobalnom Madagaskaru (Antsiranana, Diana, Sava, Toamasina, Analanjirofo, Atsinanana). Primjerci su pokupljeni na visinama od 0 do 443 metra nadmorske visine.
Svrstana je u IUCN-ov popis ugroženih vrsta, stupnja ugroženosti "ranjiva" odnosno "osjetljiva". Raste u šumskim staništima. Populacija je prema zadnjim procjenama opadajuća.

## Vanjske poveznice
- Paropsia na Germplasm Resources Information Network (GRIN)  Arhivirana inačica izvorne stranice od 3. svibnja 2013. (Wayback Machine), SAD-ov odjel za poljodjelstvo, služba za poljodjelska istraživanja.